# Sebaste, Antique
Sebaste là một đô thị cấp năm ở tỉnh Antique, Philippines. Theo điều tra dân số năm 2015, đô thị này có dân số 17.907 người trong.

## Các đơn vị hành chính
Sebaste, về mặt hành chính, được chia thành 10 khu phố (barangay).
- Abiera
- Aguila
- Alegre
- Aras-Asan
- Bacalan
- Callan
- Nauhon
- P. Javier
- Poblacion
- Idio